# Taser X-26
 (janvier 2021).
La mise en forme du texte ne suit pas les recommandations de Wikipédia : il faut le « wikifier ».
Les points d'amélioration suivants sont les cas les plus fréquents :
- Les titres sont pré-formatés par le logiciel. Ils ne sont ni en capitales, ni en gras.
- Le texte ne doit pas être écrit en capitales (les noms de famille non plus), ni en gras, ni en italique, ni en « petit »…
- Le gras n'est utilisé que pour surligner le titre de l'article dans l'introduction, une seule fois.
- L'italique est rarement utilisé : mots en langue étrangère, titres d'œuvres, noms de bateaux, etc.
- Les citations ne sont pas en italique mais en corps de texte normal. Elles sont entourées par des guillemets français : « et ».
- Les listes à puces sont à éviter, des paragraphes rédigés étant largement préférés. Les tableaux sont à réserver à la présentation de données structurées (résultats, etc.).
- Les appels de note de bas de page (petits chiffres en exposant, introduits par l'outil «  Source ») sont à placer entre la fin de phrase et le point final[comme ça].
- Les liens internes (vers d'autres articles de Wikipédia) sont à choisir avec parcimonie. Créez des liens vers des articles approfondissant le sujet. Les termes génériques sans rapport avec le sujet sont à éviter, ainsi que les répétitions de liens vers un même terme.
- Les liens externes sont à placer uniquement dans une section « Liens externes », à la fin de l'article. Ces liens sont à choisir avec parcimonie suivant les règles définies. Si un lien sert de source à l'article, son insertion dans le texte est à faire par les notes de bas de page.
- La présentation des références doit suivre les conventions bibliographiques. Il est recommandé d'utiliser les modèles {{Ouvrage}}, {{Chapitre}}, {{Article}}, {{Lien web}} et/ou {{Bibliographie}}. Le mode d'édition visuel peut mettre en forme automatiquement les références.
- Insérer une infobox (cadre d'informations à droite) n'est pas obligatoire pour parachever la mise en page.

Pour une aide détaillée, merci de consulter Aide:Wikification.
Si vous pensez que ces points ont été résolus, vous pouvez retirer ce bandeau et améliorer la mise en forme d'un autre article.
 (janvier 2021).
Si vous disposez d'ouvrages ou d'articles de référence ou si vous connaissez des sites web de qualité traitant du thème abordé ici, merci de compléter l'article en donnant les références utiles à sa vérifiabilité et en les liant à la section « Notes et références ».
Le taser X-26 est un pistolet à impulsion électrique développé par la société Axon Enterprise

## Cadre d'utilisation
Comme dans toute situation de légitime défense la proportionnalité doit être prise en compte lors de l'utilisation de l'arme. L'arme reste létale. 

### France

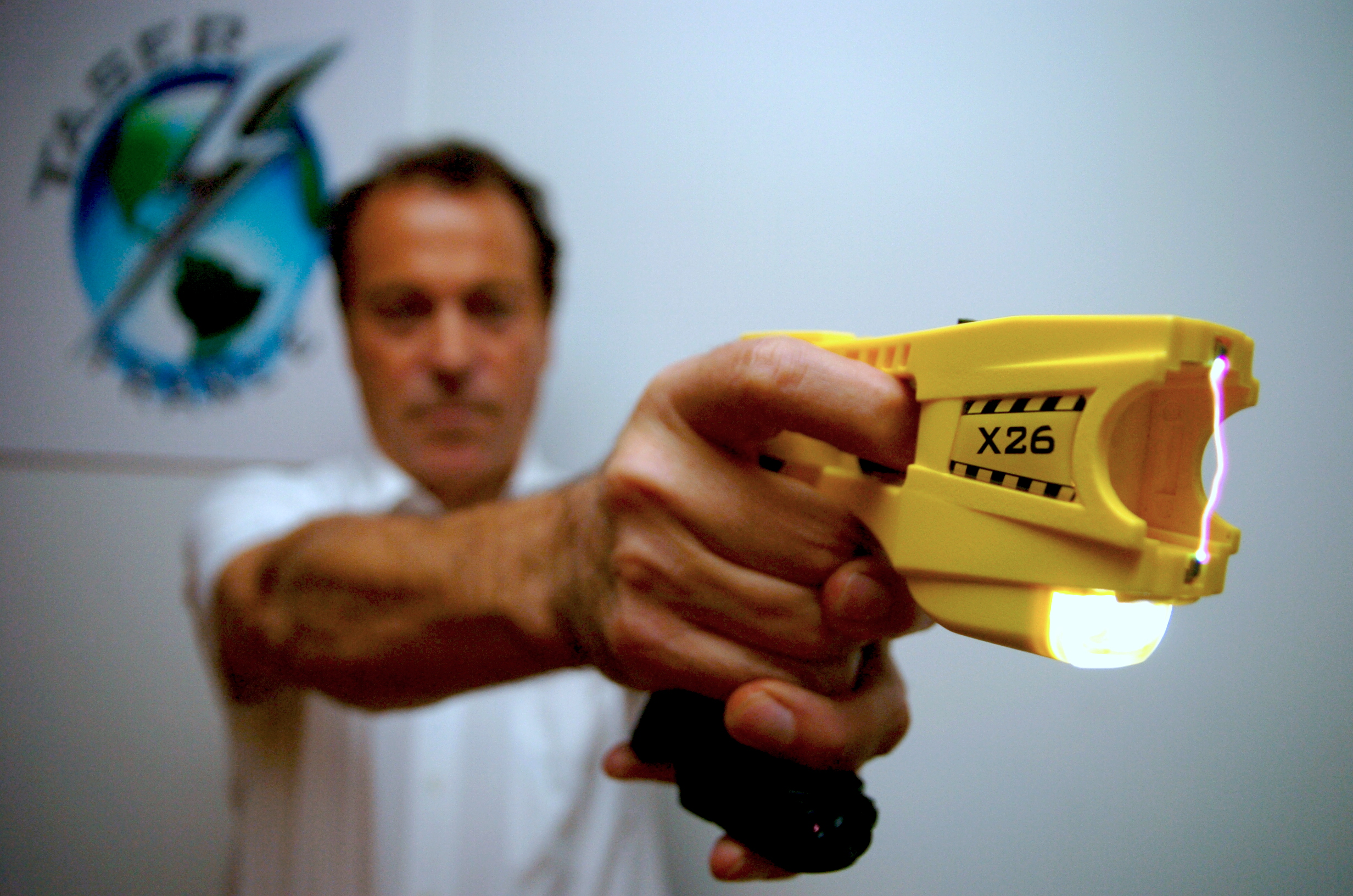
Le Taser X-26 lors d'une démonstration le 06 juin 2007.

L'arrêté "Instructions relatives à l’emploi du PIE (LBD et GMD) de la Police Nationale et de la Gendarmerie" de 2014 en France encadre les conditions d'utilisation de l'arme.
Le recours au dit "PIE" (Pistolet à Impulsion Électrique) est soumis au régime d'où bien de la légitime défense, dans un cas de nécessité ou lorsqu'il y a un besoin de contrainte légitime
- Légitime défense : art 122-5 code pénal. Utilisation de la force devant une atteinte injustifiée envers soi-même ou autrui sauf s’il y a disproportion entre les moyens de défense et la gravité de l’atteinte. Il en est de même pour la légitime défense des biens hors l’homicide volontaire.
- État de nécessité : art 122-7 code pénal. Utilisation de la force devant un danger actuel ou imminent envers soi-même, autrui ou un bien sauf s’il y a disproportion entre les moyens de défense et la gravité de l’atteinte.
- Contrainte légitime : art 122-4 code pénal et 73 code de procédure pénale. Lorsque l’auteur d’un crime ou d’un délit flagrant s’oppose à son interpellation, un membre des forces de l’ordre peut faire appel à un Taser[2].

### États-Unis
L'arme peut-être légalement détenue par des particuliers dans 46 des États américains.

## Munitions
L'arme peut utiliser trois types de cartouches, chacune avec un niveau de puissance différent (Gris, Jaune, Vert par ordre de puissance).
Les cartouches doivent être rechargées électriquement après une intervention.

## Variantes
- X-26P "Plus sûr" selon l'entreprise[1]

- X-26P CEW

## Utilisateurs
- France : 25 000 tasers possédés par la police[2] ;
- États-Unis : police et armée.